# Transitionsrörelsen
Transitionrörelsen eller omställningsrörelsen är ett globalt nätverk av människor med ambitionen att möta utmaningarna med krympande naturresurser, miljöförstöring och klimatförändringar genom att bygga lokala hållbara samhällen där medborgarna verkar genom småskaliga projekt såsom kooperativt markägande, samåkning till jobbet eller stadsodlingar. Man framhåller att en sådan omställning är möjlig med bibehållen eller till och med ökad livskvalitet och välbefinnande.
Omställningsrörelsen uppstod i Storbritannien 2005 i Totnes med Rob Hopkins som en förgrundsfigur, och har sedan spridit sig till många platser i världen, där olika orter fått "Transition Town Status". 2008 blev Fujino i Japan den 100 staden globalt, och den första i Japan, att få denna status.

## Sverige
Till Sverige kom rörelsen 2008 under namnet Omställning Sverige. Rörelsen arbetar för att stärka lokal resiliens genom att ställa om energianvändning och matproduktion för att åstadkomma en övergång till ett uthålligt och fossilfritt samhälle. Sedan 2015 finns föreningen Omställningsnätverket med syfte att "stödja omställningsarbetet i Sverige enligt gällande principer för Transition Network, allmännyttigt och partipolitiskt obundet".
Björn Forsberg och hans bok Omställningens tid uttrycker många av rörelsens mål och arbetssätt. 

### Lokala valutor
Omställningsrörelsen förespråkar lokala och komplementära valutor som ett sätt att stärka den lokala ekonomin och minska sårbarheten för nationella och globala finanskriser. Valutan syftar till att öka lokal handel och skapa lokala arbetstillfällen genom att uppmuntra till att använda lokala varor och tjänster.
Lokala valutor med koppling till rörelsen som existerar eller är under utveckling är bland annat:
| Startår  | Valuta         |
| -------- | -------------- |
| 2007     | Totnes pound   |
| 2008     | Lewes pound    |
| 2009     | Stroud pound   |
| 2009     | Brixton pound  |
| 2012     | Bristol pound  |
| 2015     | Exeter Pound   |
| 2016     | Cardiff Pound  |
| Planerad | Kingston pound |
| 2003     | Chiemgauer     |